# 괴산 오가리 느티나무
괴산 오가리 느티나무(槐山 五佳里 느티나무)는 충청북도 괴산군 장연면 오가리에 있는 느티나무이다. 1996년 12월 30일 대한민국의 천연기념물 제382호로 지정되었다.

## 개요
느티나무는 우리나라를 비롯하여 일본, 대만, 중국 등의 따뜻한 지방에 분포하고 있다. 가지가 사방으로 퍼져 자라서 둥근 형태로 보이며, 꽃은 5월에 피고 열매는 원반모양으로 10월에 익는다. 줄기가 굵고 수명이 길어서 쉼터역할을 하는 정자나무로 이용되거나 마을을 보호하고 지켜주는 당산나무로 보호를 받아왔다.
이 느티나무의 나이는 약 800살 정도이며, 높이 30m, 가슴높이의 둘레 7.66m의 상괴목과 높이 20.40m, 가슴높이의 둘레 9.24m의 하괴목, 그리고 상괴목 옆에 있는 높이 15m, 가슴높이의 둘레 4.45m의 작은 느티나무로 구성되어 있다. 하괴목은 3개의 중심 가지를 가지고 있는데 동쪽으로 뻗은 가지는 오래 전에 부러져 말라죽었고, 속으로 구멍이 나 있다. 상괴목은 하괴목에서 60m 북쪽의 지대가 높은 곳에 있고 하괴목에 비해 건강하게 자라는 편이다.
우령마을 한 가운데 서 있는 세 그루의 느티나무는 그 모습이 마치 정자같다 하여 삼괴정(三槐亭)이라고도 부르고 있다. 마을 사람들은 매년 정월 대보름마다 느티나무 세 그루 중 가장 아래에 있는 하괴목 아래에서 성황제를 지내고 있다.
이 느티나무는 오랜 세월동안 조상들의 관심과 보살핌 가운데 살아온 크고 오래된 나무로 민속적·생물학적 자료로서의 가치가 높아 천연기념물로 지정·보호하고 있다.

## 같이 보기
- 느티나무

## 참고 자료
- 괴산 오가리 느티나무 - 국가유산청 국가유산포털